# Антрег-сюр-Волан (кантон)
Антре́г-сюр-Вола́н (фр. Antraigues-sur-Volane) — кантон во Франции, находится в регионе Рона — Альпы, департамент Ардеш. Входит в состав округа Ларжантьер.
Код INSEE кантона — 0802. Всего в кантон Антрег-сюр-Волан входит 11 коммун, из них главной коммуной является Антрег-сюр-Волан.

## Коммуны кантона

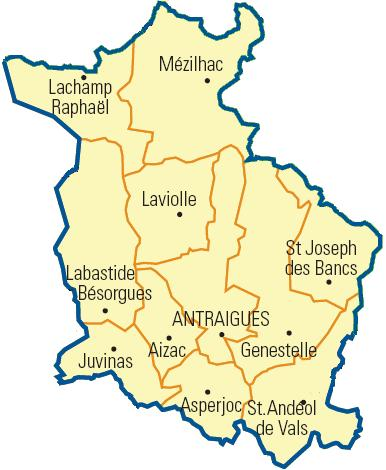
Карта кантона

| Коммуна              | Население, чел. (2006) | Почтовый индекс | Код INSEE |
| -------------------- | ---------------------- | --------------- | --------- |
| Антрег-сюр-Волан     | 498                    | 07530           | 07011     |
| Аспержок             | 361                    | 07600           | 07016     |
| Женестель            | 269                    | 07530           | 07093     |
| Жювина               | 149                    | 07600           | 07111     |
| Лабастид-сюр-Безорг  | 176                    | 07600           | 07112     |
| Лавьоль              | 130                    | 07530           | 07139     |
| Лашан-Рафаэль        | 117                    | 07530           | 07120     |
| Мезильяк             | 108                    | 07530           | 07158     |
| Сен-Жозеф-де-Бан     | 186                    | 07530           | 07251     |
| Сент-Андеоль-де-Валь | 437                    | 07600           | 07210     |
| Эзак                 | 169                    | 07530           | 07003     |

## Население
Население кантона на 2006 год составляло 2 781 человек.
| 1962  | 1968  | 1975  | 1982  | 1990  | 1999  | 2006  | 2007 | 2008 |
| ----- | ----- | ----- | ----- | ----- | ----- | ----- | ---- | ---- |
| 2 563 | 3 064 | 2 689 | 2 640 | 2 593 | 2 600 | 2 781 | —    | —    |